# Olivija Vječorek
Olivija Vječorek (polj. Olivia Wieczorek, 28. oktobar 2002, Jaroćin) je poljska pevačica i predstavnica Poljske na Dečjoj pesmi Evrovizije 2016. godine.

## Biografija
Rođena je 28. oktobra 2002. u Jaroćinu, u Poljskoj. Sa pevanjem je počela da se bavi od 2007. kada je pobedila na božićnom takmičenju u pevanju. Njen najveći napredak jeste pobeda u popularnoj talent-emisiji za decu u Poljskoj. Tom prilikom je upoznala Pjotra Rubika, slavnog poljskog kompozitora i producenta. Od tada, nastupala je s njim na mnogim koncertima širom sveta. Osim pevanja, zna da svira klavir.

## Dečja Pesma Evrovizije
Zahvaljujući pobedi u nacionalnom finalu Krajowe Eliminacje do Konkursu Piosenki Eurowizji dla Dzieci 2016, na kojem je nastupilo još osmoro kandidata, Olivija je izabrana da predstavlja Poljsku na Dečjoj pesmi Evrovizije 2016. Njena pesma Nie zapomnij (srp. Ne zaboravi) prvobitno je objavljena 7. oktobra 2016. Konačna verzija objavljena je na službenom albumu u novembru 2016. Takmičenje će se održati 20. novembra 2016. u Valeti, glavnom gradu Malte.

## Diskografija

### Singlovi
| Naziv pesme | Jezik             | Tekst       | Kompozitor        | Datum izlaska                                         |
| ----------- | ----------------- | ----------- | ----------------- | ----------------------------------------------------- |
|             | poljski, engleski | Pjotr Rubik | Dominik Grabovski | oktobar 2016. (prva verzija), novembar 2016. (revamp) |

## Spoljašnje veze
- Olivija Vječorek na vebsajtu DPE (engleski jezik)
- Olivija Vječorek na Jutjubu.
- Olivija Vječorek na Fejsbuku.
- Olivija Vječorek na Instagramu.